# Народна Република Бугарска
Народна Република Бугарска је била социјалистичка република у југоисточној Европи, која је трајала од 15. септембра 1946. до 15. новембра 1990. године.

## Историја

### Прве године републике
Краљевина Бугарска је 7. септембра 1944. напустила савез са силама Осовине и прогласила им рат, али су бугарски комунисти 9. септембра извршили државни удар уз помоћ Црвене армије. Након тога је на власт дошао просовјетски Отаџбински фронт.
Премијер Бугарске је 1946. постао Георги Димитров, истакнути комуниста и пријатељ Јосифа Стаљина. Исте године одржан је референдум на којем се 96% бирача изјаснило за укидање монархије и успоставу републике. Тако је 15. септембра Бугарска проглашена народном републиком. Владајућа партија постала је Бугарска радничка партија (комуниста) и Бугарски земљораднички народен савез. Након тога је млади краљ Симеон II напустио земљу. Вођа државе био је Васил Коларов, све до доношења новог устава 1947. године. Од 1945. године постојали су планови да Југославија и Бугарска формирају Балканску федерацију, али је након Резолуције Информбироа 1948. тај план пропао.
Након смрти Димитрова 1949. и Коларова 1950. године, премијер Бугарске постао је Вулко Червенков. Червенков је започео процес индустријализације земље. Након Стаљинове смрти 1953, Червенков је смењен са места секретара, а на његово место постављен Тодор Живков. Червенков је остао премијер до априла 1956, када га је заменио Антон Југов.

### Ера Живкова
Током 1950их и 1960их, са власти су уклоњени „титоисти“, попут Трајча Костова и осталих. Бугарска је с временом успоставила дипломатске односе са Југославијом и Грчком, следећи пример Совјетског Савеза. Године 1955, Бугарска је постала чланица Варшавског пакта. Хрушчовљевим одбацивањем стаљинизма и постепена либерализација утицали су и на стање у Бугарској. Допуштене су веће слободе изражавања и завршено обрачунавање с Црквом. Бугарска је постала најпопуларније туристичко одредиште у земљама Источног блока.
Када је Југов 1962. пензионисан, Живков је постао нови премијер Бугарске. Новим уставом из 1971. године, влада је потврдила изградњу социјализма у Бугарској. Исте је године Живкова на месту премијера наследио Станко Тодоров.

### Крај народне републике
Током 1980их, бугарску је привреду потресао одлазак око 300.000 Турака из земље, што је узроковало смањење пољопривредне производње у јужним регионима. Они који су остали, бивали су подвргнути бугаризацији. Утицај Горбачовљевих реформи осетио се и у Бугарској крајем 1980-их. Реформске групе унутар КПБ-а су 10. новембра 1989. смениле Живкова, а на његово је место дошао Петар Младенов.
Иако је Младенов обећао промене у земљи, ширење демонстрација подстакло га је да 11. децембра преко Телевизије објави да је КП Бугарске сишла с власти. Дана 15. јануара 1990. године, званично је напуштена улога КПБ као „водеће снаге у друштву“.

## Влада и политика
Народна Република Бугарска била је једнопартијска социјалистичка република. Владајућа партија била је Комунистичка партија Бугарске. Највиши представнички орган власти било је Народно собрање. Собрање је имало 400 народних посланика, од којих је свакоме мандат трајао пет година. Темељ локалне власти били су народни комитети. Њихова улога била је провођење одлука Партије, али и ослањање на мишљење јавности у спровођењу одлука. Процењује се да је до краја 1980-их КП Бугарске имала око 1.000.000 чланова, што је тада било 10% становништва.

## Војска
Пошто је Бугарска проглашена народном републиком 1946. године, њена армија утемељена је по узору на праксу и устројство Совјетске армије. Првобитно је Совјетски Савез опскрбљивао бугарску армију оружјем, док у земљи није развијена војна индустрија. До 1988. године у Бугарској народној армији служило је 152.000 лица.

## Привреда
Бугарска привреда темељила се на планској привреди. Средином 1940-их Бугарска је претежно била аграрна земља. Преко 80% становништва живело је на селу. С временом су све фабрике и фирме биле национализоване. Продуктивност бугарске пољопривреде повећала се након колективизације. За време владавине Червенкова, покренута је масовна индустријализација и развој енергетског сектора. Изграђен је велик број брана, хидроелектрана, хемијских фабрика и остало. Куповање на бонове је укинуто, а здравство и образовање су постали бесплатни за све.
Током 1960-их, Живков је потакао развој лаке индустрије, пољопривреде, туризма и информатичке технологије у '70-има и '80-има.
Бугарско је тржиште ограничавала трговина искључиво са Совјетским Савезом (60% трговине), што је узроковало вишак одређене робе или мањак неких других намирница. Осим СССР-а, остали главни трговачки партнери Бугарске били су Источна Немачка, Чехословачка, али и Монголија и неке афричке земље. Бугарска је одржавала трговачке везе и са западним земљама, попут Западне Немачке и Италије.